# Transformers: O Último Cavaleiro
Transformers: The Last Knight (bra/prt: Transformers: O Último Cavaleiro) é um filme estadunidense de ação e ficção científica, o quinto da franquia Transformers, sequência direta de Transformers: Age of Extinction, de 2014, Tendo Michael Bay na direção, que dirigiu os filmes anteriores, sendo seu último trabalho na saga como diretor. O longa foi escrito por Art Marcum, Matt Holloway e Ken Nolan. Mark Wahlberg e Stanley Tucci reprisam seus papéis de Age of Extinction.
Transformers: The Last Knight estreou no dia 21 de junho de 2017 nos Estados Unidos, chegando ao Brasil no dia 20 de julho do mesmo ano.
O filme se passa três anos após os acontecimentos de Age of Extinction.

## Enredo
No ano 484 DC., o rei Arthur da Inglaterra e seus cavaleiros guerreiam contra os bárbaros anglo-saxônicos. O rei pede ajuda para o mago Merlin que vai a uma nave alienígena, caída perto do local da batalha. Lá ele encontra o Cavaleiro alienígena Stormreing, que lhe dá um cajado de poder absoluto, mas adverte que um dia um ser maligno irá procurar por ele. Logo após, um dragão alienígena é formado e extermina os exércitos bárbaros, resultando na vitória dos ingleses.
Nos tempos atuais, três anos após deixar a Terra para buscar seus Criadores, Optimus Prime está congelado no espaço. Enquanto isso, Megatron - chamado de Galvatron no filme anterior - permanece desaparecido. O governo criou uma força paramilitar internacional para erradicar os Transformers da Terra, a TRF. Apesar dessa perseguição, os Transformers continuam chegando a Terra. Topspin/Volleybot e Roadbuster, dois Autobots sobreviventes, se escondem dessa caçada junto com o ex-agente do governo Seymour Simmons em Havana, Cuba.
Em uma área destruída de Chicago, um grupo de crianças foge de um robô-caça da TRF após entrarem em uma área de contaminação alienígena, e são salvos por uma órfã chamada Izabella, destruindo dois robôs-caças, com ajuda de seus amigos robôs: Squeeks e Canopy. Na fuga, um avião da TRF mata Canopy e um dos robôs-caças destrói o braço de Squeeks. Cade Yeager e Bumblebee chegam e destroem os robôs-caças restantes. Cade acha um Cavaleiro Cybertroniano dentro de uma nave, este lhe dá um talismã e morre pouco depois. A TRF encontra Cade e o líder da equipe, Santos, lhe interroga sobre o local em que mantem escondidos o resto dos Autobots. Ele é salvo por Bumblebee e Hound, enquanto Willian Lenoxx impede que os soldados atirem nos Autobots. Após irem embora um soldado atira um rastreador em Bumblebee.
O Decepticon Barricade observa o talismã ser entregue a Cade e informa o ocorrido a Megatron. William Lenoxx se encontra com o General Morshower e com outros dois militares que escutam a conversa de Barricade com Megatron, já que Barricade estava sendo monitorado pela CIA. Morshower diz para Lenoxx manter seu disfarce  na TRF para encontrar uma arma alienígena (o cajado entregue a Merlin). Enquanto isso, Optimus cai em um Cybertron destruído, sendo reativado mas é preso e torturado por Quintessa, uma Cybertroniana, que se diz sua criadora. No Castelo de Folgan, na Inglaterra, um lorde, Edmund Burton, e seu companheiro robô, Cogman, descobrem que o talismã foi entregue a Cade. Na Universidade de Oxford, uma professora chamada Viviane Wembley é observada pelo lorde Burton, enquanto dava uma aula sobre o confronto entre os ingleses e os anglo saxônicos bárbaros 1600 anos antes.
Em Cybertron, Quintessa começa a distorcer a mente de Optimus, dizendo a ele que o único modo de salvar o seu planeta natal da destruição, seja destruindo o planeta Terra. Na Terra, Cade mantem escondidos vários Autobots num ferro-velho, lá ele descobre que Izabella e Sqweeks o seguiram. Enquanto isso, espalhados pelo mundo, começam a aparecer seis enormes chifres no mundo todo. O lorde Burton visita um chifre no Kalahari, onde vários cientistas tentam estudá-lo e concluem que é alienígena. Seymour Simmons também estuda os chifres em seu escritório. Megatron, que visitou todos os chifres, faz reféns dois agentes da CIA e para libertá-los exige que sua equipe de Decepticons (Mohawk, Dreadbot, Nitro Zeus e Onslaught) seja libertada. Os Decepticons e a TRF rastreiam os Autobots no ferro velho, e vão atrás deles. Assim que percebem o perigo, Cade, Izabella, seu empregado Jimmy e alguns robôs fogem para uma cidade abandonada, deixando para trás Hound e Trench que lutam com os Decepticons, e Grimlock e Slug que destroem alguns veículos da TRF.
Os Decepticons seguem os Autobots ao vilarejo, onde entram em confronto e Megatron perde a maioria da sua equipe, fugindo apenas com Barricade e Nitro. Vários drones da TRF chegam ao vilarejo. Cade e seus amigos fogem deles e encontram Cogman, que o convida para ir com ele ao castelo de Folgan, na Inglaterra. Após destruírem os drones; Cade, Bumblebee e Cogman vão para a Inglaterra.
Em Cybertron, Quintessa conta a Optimus que a Terra é na verdade Unicron, o destruidor de Cybertron e que apenas o cajado de poder ilimitado que pertencia a ela (os Cavaleiros Cybertronianos roubaram de Quintessa) poderia trazer Cybertron de volta a vida, então ela o renomeia de Nemesis Prime. Na Inglaterra, um robô chamado Hot Rod chega com Viviane Wembley, ao mesmo tempo em que Bumblebee, Cade e Cogman chegam ao castelo Folgan. Eles são recebidos por Burton. Ele conta a história de sua família, a ordem dos Withiwcan, e sua missão de proteger a história secreta dos Transformers na Terra. Diversos nomes da história humana, como Leonardo da Vinci e William Shakespeare, fizeram parte dessa ordem. Também Bumblebee, Hot Rod, Hound, Drift, Optimus Prime, Megatron, Starscream, Ironhide e Bulldog (um velho amigo de Burton) tiveram uma intensa participação na história da humanidade. Burton lhes mostra uma construção em volta da Távola Redonda, onde foi feito um pacto entre os cavaleiros ingleses com os Cavaleiros alienígenas. Ele conta aos dois que Cade é o Último Cavaleiro e Viviane, a Última descendente do mago Merlin. Ele também os informa que a guerra para salvar o mundo iria começar e que eles deveriam encontrar o cajado de Merlin antes que fosse tarde demais.
MI6 e TRF chegam ao castelo e Cade, Viviane, Burton, Bumblebee, Hot Rod e Cogman fogem para Londres, enquanto Hot Rod imobiliza os policiais. Cade e Viviane vão para sua casa; onde encontram uma pista de onde se encontra a localização do cajado de Merlin: Museu Naval Real. Começa uma perseguição em Londres, Bumblebee despista Barricade e Cogman causa um acidente nos carros da TRF. Eles chegam no museu, nele Burton deixa-os para se encontrar com o primeiro-ministro. Simmons envia para Burton a sua investigação de que quando os continentes eram Pangéia os chifres de Unicron estariam formando um círculo, Cybertron ceifaria a vida de Unicron em Stonehenge, por meio do cajado de Quintessa, e que a construção é o centro do mundo. Cade, Viviane, Bumblebee e Cogman vão rumo a localização do cajado dentro do submarino HMS Alliance (um Transformer).
A TRF segue eles até uma nave alienígena no fundo do Atlântico. Enquanto isso, Cybertron colide com a Lua, destruindo muitas partes do satélite, incluindo a nave Arca, de Sentinel Prime e a Apollo 11. As autoridades e a imprensa começam a divulgar essas informações, dizendo que esse poderia ser o fim do mundo.
Cade, Viviane, Bumblebee e Cogman entram na nave e encontram o cajado misturado ao corpo de Merlin numa sala cheia de Cavaleiros no estado de hibernação. Após Cybertron destruir o ISS (Estação Espacial Internacional), Quintessa envia Nemesis a nave para pegar o cajado. Um dos cavaleiros acorda e ataca a TRF, mas é destruído pelos soldados. Mais cavaleiros acordam, mas Nemesis mata os Cavaleiros e pega o cajado de Viviane. Bumblebee luta contra  Nemesis em cima da nave, e quando este tenta destruí-lo, Bumblebee fala, fazendo com que Optimus recorde quem é e se livrar do controle de Quintessa. Megatron chega e rouba o cajado de Optimus. Os Cavaleiros começam a atacar o Prime, por causa de sua traição; quando estão prestes a matá-lo, o talismã de Cade se converte na Excalibur e ele defende Optimus. Os Cavaleiros param de ferir Optimus. Este se levanta e diz que o único modo de salvar a Terra é indo a Cybertron e matar Quintessa. Cybertron colide com a terra destruindo Hong Kong, O Himalaia, A Pirâmide de Quéops e os arredores de Stonehenge.
Megatron chega em Stonehenge acompanhado de Nitro Zeus e Barricade. Burton chega ao monumento, com soldados que atacam os robôs, porém, Megatron atira em Burton que fica gravemente ferido e morre ao lado Cogman. Enquanto isso os caças do governo atacam Cybertron, ao mesmo tempo em que Megatron entrega o cajado para Quintessa, que começa a fazer a ressurreição de Cybertron. Os Autobots que haviam ficado para trás chegam na nave de Lockdown, roubada por Daytrader. Eles partem para Cybertron carregando helicópteros e caças cheios de soldados, além de duas naves alienígenas roubadas. Em Cybertron os helicópters saltam e os Cavaleiros se juntam, formando Dragonstorm.
A batalha se intensifica e reforços Decepticons são enviados, mas os Autobots destroem a maioria das naves. Optimus destrói Infernocus e os Autobots chegam na câmara onde  Quintessa reconstruia Cybertron. Os caças atiram numa haste acima da câmara que, ao ser destruída cai em cima da câmara, que começa a despencar. Mesmo caindo, a câmara continua a refazer Cybertron. Os Autobots lutam contra os Decepticons enquanto Viviane pega o cajado. Optimus chuta Megatron para fora da câmara, Bumblebee mata Nitro e presumidamente mata Quintessa. A câmara dessaba na Terra, mas os Autobots, Cade e Viviane fogem. Optimus fala para os Autobots que agora está na hora de ir para casa e viajam para Cybertron na nave de Lockdown junto com Dragonstorm.
Em uma cena de créditos aparece uma humana demonstrando um certo conhecimento sobre Unicron, dizendo a um homem que Unicron não gosta de ser tocado e lhe diz que sabe como destruí-lo. O seu rosto brilha, revelando que ela é Quintessa e sobreviveu. Enquanto isso, os cientistas estudam um dos chifres de Unicron que se estende para fora do Kalahari.

## Personagens

### Autobots
Optimus Prime/Nemesis Prime (Peter Cullen): Líder dos Autobots. Se transforma em um Western Star 4900 SB bem avançado e modificado. Possui uma espada, um escudo capaz de atirar, um pequeno rifle e duas espadas que saem de seus punhos. Se parece com um cavaleiro medieval. Foi controlado por Quintessa mas libertado por Bumblebee.
Bumblebee (Erik Aadahl): Um escoteiro e braço direito de Optimus. Se transforma em um Chevrolet Camaro 2017 concept amarelo. Possui um canhão e um lendário machado de cavaleiro.
Hot Rod (Omar Sy): Impietuoso e arrogante Autobot, que é irmão-de-braços de Bumblebee. Se transforma em um Citroën DS preto e depois em um Lamborghini Centenario LP770-4 2017 laranja e prata. Possui duas pistolas e uma arma capaz de parar o tempo. Fala com um sotaque francês.
Cogman (Jim Carter): Um educado Autobot e diretor sociopata que tem dificuldade para lidar com a raiva e mora junto com Edmund. Possui o tamanho de um humano adulto.
Hound (John Goodman): Um bravo e teimoso Autobot que sempre mantém seu dedo no gatilho. Se transforma num Mercedes-Benz Unimog militar oliva. Possui várias armas avançadas.
Crosshairs (John DiMaggio): Um cientista e paraquedista Autobot. Se transforma em um Chevrolet Corvette Stingray C7 2016 verde e preto. Possui duas pistolas.
Drift (Ken Watanabe): Um estrategista, ex-Decepticon e samurai. Se transforma em um Mercedes-Benz AMG GTR 2017 preto e vermelho. Possui quatro katanas.
Sqweeks (Reno Wilson): Único amigo de Izabella e pequeno em tamanho com um grande coração. Se transforma em uma Motocicleta Vespa turquesa.
Wheelie (Tom Kenny): O pequeno robô e ex-Decepticon que sobreviveu a batalha de Chicago em Dark of the Moon. Se transforma em um caminhão monstro de controle remoto.
Bulldog (Mark Rian): Um velho amigo de Edmund Burton, que lutou junto com ele nas Primeira e Segunda Guerras Mundiais. Se transforma num tanque de guerra Mark V verde escuro e lembra um sargento da Primeira Guerra Mundial.
Lieutenant (Mark Ryan): Autobot parecido com Jetfire de Revenge of the Fallen. Se transforma em um caça Supermarine Spitfire. Aparece no castelo de Burton. Morre de causas naturais.
Daytrader (Steve Buscemi): Um velho Autobot que mora junto com Cade. Se transforma em um velho e enferrujado caminhão basculante Mercedez-Benz LK Modelo L-1111 dos 1960  azul e com várias coisas e tralhas penduradas e amontoadas na carroceria.
Topspin/Volleibot (Steve Barr): Um dos Wreckers que lutou na batalha de Chicago em Dark of the Moon, e vive refugiado junto com o ex-agente Simmons em Cuba. Ainda continua se transformando em um Chevrolet Impala NASCAR azul, altamente modificado. Uma característica intrigante nele é que sua cabeça é igual à do seu amigo morto, Leadfoot.
Trench: Autobot que ajuda Hound a lutar contra os Decepticons. Se transforma em uma retroescavadeira Caterpillar 320 amarela. É muito parecido com o Decepticon Scrapper de Revenge of the Fallen.Morre explodido por  Megatron.
Grimlock: Líder dos Dinobots, robôs que se transformam em dinossauros. Se transforma em um gigantesco tiranossauro cybertroniano que solta fogo pela boca. Tem a aparência de cavaleiro medieval.
Slug: Outro Dinobot. Se transforma em um gigantesco triceratops cybertroniano. Assim como Grimlock tem a aparência de um cavaleiro. Seu nome original era Slag, mas como Slag é uma gíria ofensiva em alguns países seu nome foi alterado.
Canopy (Frank Welker): Um robô refugiado parecido com Long Haul de Revenge of the Fallen que se camufla em uma pilha de escudos de escombros. Se transforma em um caminhão Caterpillar basculante amarelo. Foi morto por um míssil.
Mini-Dinobots: Bebês Dinobots que são versões menores de Grimlock, Slug e Strafe.
Alliance: Um Autobot que é usado por Cade e Viviane para levá-los a nave dos Cavaleiros. Só é visto em sua forma de submarino, se transformando no HMS Alliance.

### Cavaleiros de Iacon
Stormreign: Um dos doze cavaleiros que formam Dragonstorm. Diferente dos outros cavaleiros, ele possui uma cor avermelhada e olhos amarelos. Entrega um cajado para Merlin.
Dragonicus: Outro cavaleiro que também forma Dragonstorm.
Cavaleiros Anciões: 7 Cavaleiros que também se transformam em partes de Dragonstorm. São todos prateados com algumas partes enferrujadas. Como armas possuem espadas e machados de cavaleiros. Dois deles são mortos por Nemesis.
Skullitron: Um Cavaleiro que desperta logo depois que Cade e Viviane pegam o cajado de Merlin. Foi morto pela TRF.
Steelbane: Outro Cavaleiro que também forma parte de Dragonstorm.
Talisman Knight: Um Cavaleiro que dá um talismã a Cade. Morre em consequência de seus ferimentos.
Dragonstorm: Um dragão de três cabeças que é formado da união dos Cavaleiros Guardiões.

### Decepticons
Megatron (Frank Welker): É o líder dos Decepticons revivido pela KSI em Age of Extinction. Se transforma em um jato cybertroniano. Possui uma espada com um machado na ponta e uma arma no braço direito que faz referência a ele na série animada Transfomers Prime. Assim como Optimus tem a aparência de um Cavaleiro.
Barricade (Jess Harnell): Um aventureiro Decepticon que sobreviveu a guerra de Chicago em Dark of the Moon. Se transforma em um Ford Mustang 2016 modificado em um carro de polícia azul. Possui uma arma de mão. Diferentemente dos outros filmes, ele está se comunicando mais.
Nitro Zeus (John DiMaggio): Também lutou na batalha de Chicago em  Dark of the Moon. Possui várias armas e uma espada. Possui o corpo de Boss de Age of Extinction e a cabeça de Shockwave de Dark of the Moon. Se transforma em um jato JAS 39 Gripen Fighter Jet. Foi morto por Bumblebee.
Mohawk (Reno Wilson): Decepticon leal a Megatron. Se transforma em uma Confederate Motocicletas. Possui o tamanho de um humano e um cabelo verde na forma de moicano. Teve o corpo destruído por Bumblebee.
Onslaught (John DiMaggio): Estrategista Decepticon. Se transforma em um caminhão reboque Western Star 4900 SF verde com listras pratas. Ele se parece com os Decepticons Brawl do filme de 2007 e Long Haul de  Revenge of the Fallen. Foi morto por Drift, tendo a cabeça decepada.
Dreadbot: Estrategista Decepticon. Se transforma em um Volkswagen Tipo 2 Kombi enferrujado. Se parece com Crowbar de Dark of the Moon. Foi morto por Grimlock.
Berserker (Steve Barr): Decepticon idêntico a Crankcase de Dark of the Moon. Se transforma em uma van Chevrolet Suburban. Megatron queria recrutá-lo para sua "equipe", mas a TRF não permitiu.
Watch Bot: Um pequeno relógio assassino que é mantido preso por Burton. Segundo ele, foi este relógio que matou Adolf Hitler.
Vatti Bot: Decepticon carregado por Daytrader. Se parece com Frenzy doprimeiro filme. Se transforma em um tablet da TRF.
Protoforms: Diversos  Decepticons iguais aos Protoforms de Revenge of the Fallen e Dark of the Moon. Pilotam as naves de batalha Decepticons e são vistos lutando contra os soldados. Todos foram mortos pelos Autobots, Dragonstorm e a TRF.
Naves de Batalha: Naves usadas em batalhas pelos Decepticons e pilotadas pelos Protoforms. Algumas são destruídas por Dragonstorm e os Autobots.

### Criadores
Quintessa (Gemma Chan): Uma poderosa Cybertroniana que captura Optimus e o usa para tentar destruir a Terra. Aparece na cena de créditos, na forma humana, oferecendo planos para destruir Unicron.
Infernocons: Cinco robôs com chifres na cabeça. Formam Infernocus. São mortos por Optimus tendo a cabeça decapitada em um golpe só.
Infernocus: Formado da junção dos Infernocons. Possui dois enormes chifres na cabeça e é o guardião de Quintessa. Foi morto por Optimus .

### Outros
Ironhide: O Autobot que morreu em Dark of the Moon é visto em duas antigas fotos, a primeira imergindo das águas de um porto rodeado de antigos navios britânicos e a segunda, ao lado de vários soldados ingleses na Segunda Guerra Mundial. Sua cabeça também é vista no ferro-velho de Cade.
Hightbrow: Antigo robô que também lutou na Segunda Guerra Mundial. Aparece nas fotos antigas de guerra. Se transforma em um Caça P-38 Lightning.
Starscream's head: Aparece sendo carregada por Daytrayder (que a encontrou na cidade de Bufallo) e segurada por Megatron.
Junkheap: Três robôs vistos no começo do filme. Foram criados pela KSI. Se transforma em um caminhão de lixo Mack da Wast Management, Inc. São vistos lutando um contra o outro.
Jolt's Head: Cabeça do Autobot Jolt, morto por Shockwave antes dos eventos de Dark of the Moon é vista no ferro velho de Cade.
Chromia: Irmã de Arcee, está provavelmente escondida da TRF em Cuba. Se transforma em uma Suzuki B-King azul.
TRF Sentinel: Robôs sentinelas usados pela TRF. Alguns são destruídos pelos Autobots e Cade.

### Humanos
Cade Yeager (Mark Wahlberg): Um inventor que está escondendo os Autobots caçados pela TRF. É o último cavaleiro.
Izabella (Isabela Moner): Uma órfã que cresceu sozinha (sua família foi morta na batalha de Chicago). Seu único amigo na vida é Sqweeks.
Viviane Wembley (Laura Haddock): Uma professora da Universidade de Oxford. Descendente de Merlin e única que pode empunhar o cajado.
William Lenoxx (Josh Duhamel): Um soldado que fazia parte da equipe NEST; faz parte da TRF apenas para descobrir onde se encontra o cajado dado para Merlin.
Seymour Simmons (John Turturro): Um ex-agente do governo que mora em Cuba junto com Topspin/Volleibot. Fica se comunicando com Edmund Burton.
Sir Edmund Burton (Anthony Hopkins): Um lorde inglês que lutou na Segunda Guerra Mundial. Conhece a história dos Transformers na Terra. Foi morto por Megatron em Stonehenge.
Jimmy Jay (Jerrod Carmichael): Empregado de Cade. Não gosta muito de trabalhar com os Autobots; porém com o passar do filme se torna melhor.
Santos (Santiago Cabrera): Líder da TRF, uma organização responsável por erradicar todos os Transformers. No final do filme luta junto com os Autobots.
General Morshower (Glenn Morshower): Comandava a NEST e agora dá ordens para William Lenoxx encontrar o cajado de Merlin.
Merlin (Stanley Tucci): Um mago que pede ajuda a Stormreing na guerra entre o exército de Arthur e os bárbaros, quando recebe o cajado do Cavaleiro.
Rei Arthur Pendragon (Liam Garrigan): Um rei inglês que pede ajuda a Merlin na guerra contra os bárbaros.

## Dublagem brasileira
Estúdio de dublagem - Delart
Produção
- Direção de Dublagem: Philippe Maia[7]
- Cliente:  Paramount[7]
- Tradução:  Manolo Rey[7]

Elenco
- Cade: Marco Antônio Costa[7]
- Viviane: Miriam Ficher[7]
- Cogman: Sérgio Fortuna[7]
- Izabella: Ana Helena de Freitas[7]
- Burton: Reinaldo Pimenta[7]
- Lennox: Alexandre Moreno[7]
- Optimus Prime: Guilherme Briggs[7]
- Megatron: José Santa Cruz[7]
- Santos: Philippe Maia[7]
- Jimmy: Rodrigo Antas[7]
- General Morshower: Carlos Gesteira[7]
- Agente Simmons: Hélio Ribeiro[7]
- Mãe: Mônica Rossi[7]
- Avó: Myrian Thereza[7]
- Tia Marie: Carla Pompilio[7]
- Tia Ellen: Lina Rossana[7]
- Quintessa: Isabela Quadros[7]
- Canopy: Rodrigo Lombardi[7]
- Bumblebee: Eduardo Borgerth[7]
- Drift: Hercules Franco[7]
- Crosshairs: Marcelo Mattos[7]
- Hot Rod: Rodrigo Oliveira, Wheels: Sergio Stern[7]
- Hound: Leonardo José[7]
- Sqweeks: Luiz Sérgio Vieira[7]
- Arthur: Mckeidy Lisita[7]
- Merlin: Jorge Lucas[7]
- Mohawk: Nando Lopes[7]
- Barricade: Mauro Horta[7]
- Nitro Zeus: Anderson Coutinho[7]
- Tessa: Bruna Laynes[7]
- Chefe Sherman: Milton Parisi[7]
- Steelbane: Márcio Simões[7]
- Daytrader: Dário de Castro[7]

## Produção

### Desenvolvimento
Em março de 2015, a Deadline.com informou que a Paramount Pictures estava em negociações com o vencedor do Oscar Akiva Goldsman (Uma Mente Brilhante) para lançar novas ideias para futuras sequelas da franquia Transformers. O estúdio tem a intenção de fazer o que James Cameron e a 20th Century Fox têm vindo a fazer para gerar três novas sequências de Avatar, e que a Disney está fazendo para reviver Star Wars com sequelas e spin-offs. A Paramount quer ter seu próprio universo cinematográfico para Transformers semelhantes a Marvel com a Universo Cinematográfico Marvel e a Warner Bros com o Universo Estendido da DC. Goldsman será o chefe dos futuros projetos e vai trabalhar com diretor da franquia Michael Bay, o produtor executivo Steven Spielberg, e produtor Lorenzo di Bonaventura organizando uma "sala de escritores" que irá incubar ideias para possíveis sequelas Transformers, prequelas e spin-offs. Os membros da sala do escritor incluem: Christina Hodson, Lindsey Beer, Andrew Barrer e Gabriel Ferrari, (Homem-Formiga), Robert Kirkman (The Walking Dead), Art Marcum e Matt Holloway (Homem de Ferro), Zak Penn (Pacific Rim 2), Jeff Pinkner (The Amazing Spider-Man 2), Ken Nolan, e Genebra Robertson-Dworet. Kirkman saiu do projeto depois de apenas um dia depois de passar por uma cirurgia na garganta. Em julho de 2015, Akiva Goldsman e Jeff Pinkner foram anunciados como roteiristas do filme. No entanto, em 20 de Novembro, devido a compromissos de Goldsman a criação quarto de um escritor para propriedades de GI Joe e Micronautas, a Paramount começou a negociar com Art Marcum e Matt Holloway (Homem de Ferro), bem como Ken Nolan (Black Hawk Down), para escrever o filme.
Depois de Transformers: Era da Extinção, Bay decidiu não dirigir quaisquer filmes de Transformers futuros. Mas no início de Janeiro de 2016, em uma entrevista à Rolling Stone, ele confirmou que ele iria voltar para dirigir o quinto filme, e que seria seu último filme de Transformers. A Paramount Pictures vai gastar $ 80000000 em produção em Michigan, em troca por US $ 21 milhões em incentivos estatais ao abrigo de acordos celebrados antes de o legislador estadual eliminar o programa de incentivo film office em julho de 2015. Em abril de 2016, a Paramount contratou o cineasta Jonathan Sela. Em 17 de maio, Bay revelou o título oficial o filme para ser O Último Cavaleiro em sua conta no Instagram, juntamente com uma produção de vídeo que mostra um close-up do que é presumivelmente o rosto de Optimus Prime com os olhos roxos, em vez de azuis, e seu rosto na maior parte descolorida. A conta oficial mostra no Twitter um vídeo de 19 segundos curto em código morse que traduz "Eu estou vindo para você 31 de maio". Em 31 de maio, 2016, revelou-se que Megatron iria voltar para a sequela.

### Escolha de elenco
Em dezembro de 2014, Mark Wahlberg confirmou que ele iria voltar para a sequência.  Em fevereiro de 2016, houve chamadas de fundição de nova pista e papéis coadjuvantes em Los Angeles e Londres, bem como a confirmação de Cullen voltar a voz Optimus Prime . Cerca de 850 pessoas de elenco e equipe serão contratados, 450 dos quais serão residentes de Michigan que corresponde a 228 posições de tempo integral. Além disso, 700 extras serão recrutados de entre os residentes de Detroit como parte do negócio de incentivo da Paramount com o estado. Em 13 de abril, o The wrap informou que Isabela Moner estava em negociações para estrelar como Izabella. O site também informa que Bay está de olho em Jean Dujardin, Stephen Merchant e Jerrod Carmichael para papéis secundários. Em 17 de maio de 2016, foi confirmado que Josh Duhamel iria reprisar seu papel no filme e Jerrod Carmichael foi lançado. Em junho de 2016, Anthony Hopkins , Mitch Pileggi, Santiago Cabrera e Laura Haddock se juntaram ao elenco e Tyrese Gibson foi confirmado que vai voltar como Robert Epps.

### Filmagens
A fotografia principal começou em 25 de maio, 2016, em Havana, Cuba, com algumas cenas filmadas por um "pequeno grupo".
As filmagens também começaram em 6 de junho, 2016, em Phoenix, Arizona, e em 19 de junho 2016, em Detroit, Michigan, e Londres sob o título de trabalho E75, com as filmagens adicionais que terá lugar em Chicago, Illinois. Em Detroit, filmagens terão lugar no Michigan Motion Pictures Studio, Packard Planta, Estação central de Michigan, Speakeasy de Cafe D'Mongo, e MGM Grand Detroit.

### Efeitos
Tal como acontece com filmes dos Transformers anteriores, a Industrial Light & Magic servirá como a principal empresa de efeitos visuais para Transformers: O Último Cavaleiro. No início de 2016, a empresa mostrou Bay uma rendição subaquática de uma nave alienígena crash-landed e um novo Transformer caminhão basculante com um manto.

## Recepção

### Crítica
Transformers: O Último Cavaleiro recebeu críticas extremamente negativas. No site Rotten Tomatoes tem uma aprovação de 16% baseado em uma amostra de 115 análises. Peter Traves da Rolling Stones em uma crítica ao filme falou "Toda vez que Michael Bay dirige outra abominação de Transformers (este é o quinto), os filmes morrem um pouco. Este faz com que os outros erros de sucesso do verão pareçam obras-primas." No Imdb tem uma pontuação de 27% baseado em 41 análises

### Bilheteria
Transformers: O Último Cavaleiro arrecadou US$15,7 milhões em sua pré estreia, sendo a pior pré-estreia da franquia, já que Transformers - O Lado Oculto da Lua, que somou US$37,7 milhões em 2011 e Transformers: A Vingança dos Derrotados que arrecadou em 2009: US$62 milhões.

## Lançamento
Transformers: The Last Knight foi lançado em 21 de junho de 2017 chegando ao Brasil no dia 20 de julho do mesmo ano.

## Spin-off
Um spin-off intitulado Bumblebee: The Movie, foi lançado em 21 de dezembro de 2018, a história se passa durante os anos 80, e é estrelado por Hailee Steinfeld e John Cena.